# Porina karnatakensis
Porina karnatakensis är en lavart som beskrevs av Makhija, Adaw. & Patw. Porina karnatakensis ingår i släktet Porina och familjen Porinaceae.   Inga underarter finns listade i Catalogue of Life.